# 모로코촌
모로코촌(諸古村)은 일본 아이치현 가이토군에 설치되었던 촌이다. 현재의 아이사이시·쓰시마시의 일부에 해당한다.